# Drypetes moliwensis
Espèce
Drypetes moliwensis Cheek & Radcl.-Sm.  est une espèce de plantes à fleurs de la famille des Putranjivaceae et du genre Drypetes, endémique du Cameroun observée dans la localité de Moliwe, à laquelle elle doit son épithète spécifique moliwensis. 